# Eexta
Eexta (Gronings: Eekste) is een voormalig kerkdorp, nu een woonwijk van het dorp Scheemda in de gemeente Oldambt in de Nederlandse provincie Groningen. Het voormalige dorp telt volgens gegevens van het CBS, inclusief de wijk Eextahaven, 2.010 inwoners (2008).

## Beschrijving
Eexta was tot 1964 het dubbeldorp van Scheemda in de gelijknamige gemeente Scheemda. Het ligt ten zuidoosten van het hoofddorp Scheemda, daarvan gescheiden door Opdiep, Oude Winschoterdiep en de huidige Poststraat. Na het hergraven en verbreden van het Winschoterdiep in 1954 werd de oude loop grotendeels gedempt. Beide dorpen raakten vergroeid, waarna de officiële dorpsnaam kwam te vervallen. Het nieuwe tracé van het kanaal en de Oude Rijksweg deelden sindsdien het dorp in tweeën, waardoor het gedeelte ten zuiden daarvan nog altijd als Eexta bekend staat. Ook bleef men spreken over de Eexterkerk (1870) aan de Kerklaan.
Vroegere buurtschappen waren Boven-Eexta, Eexterzwaag en Vogelzang. Het buitengebied van Eexta stond al rond 1400 bekend als Eexterhamrik. Rond 1600 ontstond het streekje Oudedijk, dat ook bekend stond als Uterbeerta, waar enkele huizen langs de Dollarddijk van 1542 stonden. Eexta-Zuid was een arbeidersbuurt met sociale woningbouw, die in de volksmond al in 1930 als Lutje Rusland bekend stond.
De buitenplaats Vredenhoven, gesticht in 1640, lag op de grens met Scheemda, aan twee zijden omsloten door het Oude Winschoterdiep. De bekendste bewoner was ds. Tiddo Waldrik Siertsema (1752-1842), die ook eigenaar was van de Huningaborg te Oostwold. Het vervallen herenhuis bood vanaf 1939 plaats aan een militair tehuis, daarna aan een distributiekantoor, om in 1955 te worden gesloopt. Het gaf zijn naam aan het verzorgingshuis, later woonzorg- en verpleegcentrum Nieuw Vredenhoven. Langs het Winschoterdiep bevonden zich verder de pelmolen Welgelegen uit 1703 en de zaagmolen Vriendschap uit 1841. Hieraan ontlenen de Zaagmolenlaan en de Pelmolenlaan hun naam.
De Stationsstraat in Eexta bood sinds het begin van de 20e eeuw plek aan tientallen villa's en rentenierswoningen, waar met name landbouwers van orthodox-protestantse huize hun oude dag doorbrachten. Aan de Langeweg verrezen sinds de jaren twintig vooral arbeiderswoningen en sociale woningbouw.
In het zuiden van het voormalige dorp staat sinds 1868 het Station Scheemda aan de spoorlijn Groningen-Nieuweschans. Tot ongeveer 1914 had dit station de naam Scheemda-Eexta. Bij het station werd omstreeks 1934 een bedrijventerrein aangelegd (nu Eextahaven genoemd), met daarbij een scheepvaartkanaal en een vertakking van de spoorlijn. Een toonaangevende firma was de groentendrogerij Ten Have. De kinderen van thuiswerkers die uien voor de fabriek pelden, werden spottend "Scheemter siepels" ("Scheemder uien") genoemd. In 1956 vestigden zich het houtverwerkingsbedrijf Hoza en het chemiebedrijf Acheson Colioiden in Eexta. 
De nieuwbouwwijken aan beide zijden van de Stationsstraat (Bloemenbuurt en Parklaanbuurt) dateren uit de jaren na 1960. Eexta had een van de eerste zwembaden van de regio, nu De Ringberg genoemd, gesticht in de jaren twintig. De oude dorpsschool bij de Hervormde pastorie werd in 1921 vervangen door een nieuw gebouw aan de Stationsstraat (hoek Badhuislaan). Het dorp had verder een ulo-school (aan de Kerklaan), later een mavo (aan de Kanaalweg), die is opgegaan in het Dollard College en opgeheven in 2013 wegens gebrek aan leerlingen.

## Geschiedenis
Voor de naam van het dorp Eexta zijn meerdere verklaringen gegeven. De oudste vormen zijn de Ext (1391), Eexte (1411), Eghiste (1435), inder Ext (1468), die Eext (1498), Ext (1579) ijn die Eexta (1603), van de Eexta (1689). Vroeger dacht men dat het een samentrekking van het woord eek ('eik') met de uitgang -steg ('brug, weg') of -sta ('woning') was. Mogelijk gaat het (gezien het gebruik van het lidwoord de) om een waternaam, wellicht uit de stam *ae- met de uitgang -gest, - garst ('akkerland'). Ook zou het om een afleiding van het Oudfriese woord eske ('akkerland') kunnen gaan.
Eexta is ontstaan als een streekdorp of randveenontginning langs de oevers van de rivier Munter Ae. Het gebied ten zuidenwesten van het dorp ligt ruim onder de zeespiegel en was tot in de 15e eeuw vermoedelijk bedekt met (ontgonnen) hoogveen. Op de kaart zijn minstens twee bewoningslinten te herkennen. 
- Het buitengebied van het dorp langs de Munter Aa was waarschijnlijk onbewoond. Hier lagen de weidegronden en hooilanden, die in de 15e eeuw onder invloed van de zee kwamen te staan. De   eerste zeedijk uit de 16e eeuw (met een doorbraakkolk) liep ten westen van de Buiteneexterweg. Een voormalige doorbraakkolk is in het kader van ruilverkavelingen gedempt.
- Het oudste bewoningslint werd gevormd aan de Buiten Eexterweg. Hier stonden ook de voormalige kerk en de pastorie op hogere zandgronden. Dit lint zette zich oorspronkelijk zuidwaarts voort langs het verdwenen Melkpad oftewel de Zandweg. Dit gebied (en het vorige) stonden ook wel bekend als Eexterhamrik. Puinresten laten zien dat zich hier een of meer steenhuizen bevonden. Nog in 1637 was sprake van een steenhuis aan de Buiten Eexterweg.
- De bewoning is daarna vanwege de Dollardinbraken opgeschoven in de richting van de huidige Stationsstraat (vroeger Boven Eexterweg genoemd) en de voormalige Hooilaan (nu Over 't Spoor en Lagelaan). Dit laatste gebied stond ook wel bekend als Boven-Eexta. Documenten uit 1391 en 1420 situeren een klein steenhuis in de Op Ext, genoemd naar een zekere Nemeke Eppens. Mogelijk was dit het huis In de Kemmingha, dat na 1685 is afgebroken.
- Enkele boerderijen verhuisden nog verder landinwaarts naar het gebied ten oosten van de Stationsstraat.

Eexta had rond 1400 twee afwateringkanalen met sluisjes in de dijk langs de Munter Ae in het Eexterhamrik, namelijk de Tiartzazijl en de Ubbingazijl. Waar deze sluizen lagen is niet bekend. Na de eerste Dollardinpolderingen rond 1540 vormde het dorp een eigen zijlvest met als afwateringkanaal het Eexterdiep en met een sluis ten zuiden van boerderij Vogelzang aan de Vogelzanglaan (soms ook Hooilaan genoemd).
Ten noorden van het Winschoterdiep ontstond daarna de buurtschap Eexterzwaag. Onder het kerspel Eexta viel verder een afzonderlijk streekje met een boerderij te Scheemderzwaag, dicht bij de Hamrikkerweg door de voormalige Vogelzangerweg langs het Eexterdiep met de boerderij
In 1596 nam Eexta deel aan de inpoldering van Scheemderzwaag, waarbij te Eexterzwaag twee nieuwe zeesluizen (Karmer- of Caringerzijl en Eexterzijl) werden aangelegd, die tevens het water van Noord- en Zuidbroek, Muntendam en Meeden afvoerden. Bij de sluizen vond druk handelsverrkeer plaats. Beide sluizen werden door aanleg van het Termunterzijldiep in 1601 weer overbodig. Datzelfde jaar trad Eexta als afzonderlijk onderdeel toe tot het Termunterzijlvest. De dijkbrief van het kerspel Eexta dateert uit 1769. Na de aanleg van het Winschoterdiep in 1635 werd het water van Eexta via een dujiker of grondpomp onder het diep doorgeleid. Vanaf 1863 vormde Eexta het zesde onderdeel van het nieuwe boezemwaterschap Oldambt. Op het grondgebied van Eexta ontstonden verder de waterschappen Eexter Molenkolonie (1793), De Kolken (1876), De Eeker (1887), Eexterbouwten (1893) en Herleving (1900), ieder met hun eigen poldermolens en motorgemalen.
De dorpen Scheemda en Eexta raakten al vroeg met elkaar verweven. Tot ongeveer 1720 hadden beide dorpen één kerkenraad. In de laatste decennia van de 19e eeuw leidden spanningen binnen de Hervormde Kerk tot een feitelijke kerksplitsing. De kerkelijke gemeente Eexta werd sinds 1897 door orthodoxe predikanten bediend, terwijl de kerkelijke gemeente Scheemda een uitgesproken vrijzinnige signatuur kreeg. De School met de Bijbel, nu CBS Annewieke, is gesticht in 1906.
Het wapen van Eexta, afgebeeld op het kerkzegel (Sigillum Eecksta), was een geharnaste mannenfiguur met helm, een naar beneden wijzend zwaard in rechter- en een hart in de linkerhand. Om welke heilige het gaat, is niet vast te stellen.

## Eexterkerk
Het dorp had oorspronkelijk een fraaie kruiskerk, gebouwd in de tweede helft van de dertiende eeuw. De naam van de patroonheilige is onbekend. Het gebouw moet een oudere voorganger hebben gehad, gezien de vondst van een trapeziumvormig sarcofaagdeksel, gedateerd omstreeks 1100. De kerk, uitgevoerd in dezelfde romanogotische stijl als de kerk van Zuidbroek, is in 1870 afgebroken, nadat die door achterstallig onderhoud en zware stormen een bouwval was geworden. Ter plaatse is vervolgens een nieuwe kerk gebouwd, waarin de oude preekstoel en het orgel zijn teruggeplaatst.
De nieuwe kerk werd verschillende malen uitgebreid, maar werd in 2009 met het ontstaan van de PKN afgebroken om plaats te maken voor een nieuw multifunctioneel kerkgebouw dat in 2010 in gebruik werd genomen. De façade van het oude kerkgebouw met de toren is echter blijven staan en aan de achterzijde overgeschilderd. Het kerkorgel uit 1733 en diverse 17e-eeuwse onderdelen van het kerkmeubilair zoals de preekstoel en de avondmaalbank, zijn steeds van de ene naar de volgende kerk meeverhuisd, maar hebben hun beschermde status van rijksmonument verloren, omdat de historische context niet meer bestaat. 
De oorspronkelijke pastorieboerderij of 'weem' uit de dertiende eeuw is bewaard gebleven en heeft het oudste woonhuisdak van Nederland. Dat blijkt uit onderzoek van de Rijksdienst voor Monumentenzorg. Uit de jaarringen valt af te leiden dat de eikenhouten balken in het dak uit ongeveer 1250 stammen . Volgens bouwhistoricus Albert Reinstra is niet alleen de leeftijd, maar vooral ook de puntgave constructie van het dak zeer bijzonder. Het gaat hier om de originele constructie. De pastorie bevindt zich in particuliere handen.
Aan de Stationsstraat 77 bevindt zich een Apolstolische Kerk, gebouwd na 1920 in de expressionistische stijl van de Amsterdamse School. Het oude kerkgebouw (Stationsstraat 108) werd gesticht omstreeks 1894 en na de nieuwbouw in 1925 verkocht ten behoeve van een rijwielmagazijn. De gemeente behoort nu tot de Katholiek Apostolische Kerk.